# Comuna de Biała (Opole)
Biała (em alemão: Gemeinde Zülz) é uma comuna urbano-rural na voivodia de Opole, no condado de Prudnik. Nos anos de 1975–1998, a comuna fazia parte administrativamente da antiga voivodia de Opole. Em 2006, o alemão foi introduzido como idioma auxiliar na comuna.
A sede da comuna é Biała.
Segundo dados de 31 de dezembro de 2023, a comuna era habitada por 9 889 pessoas.

## Geografia

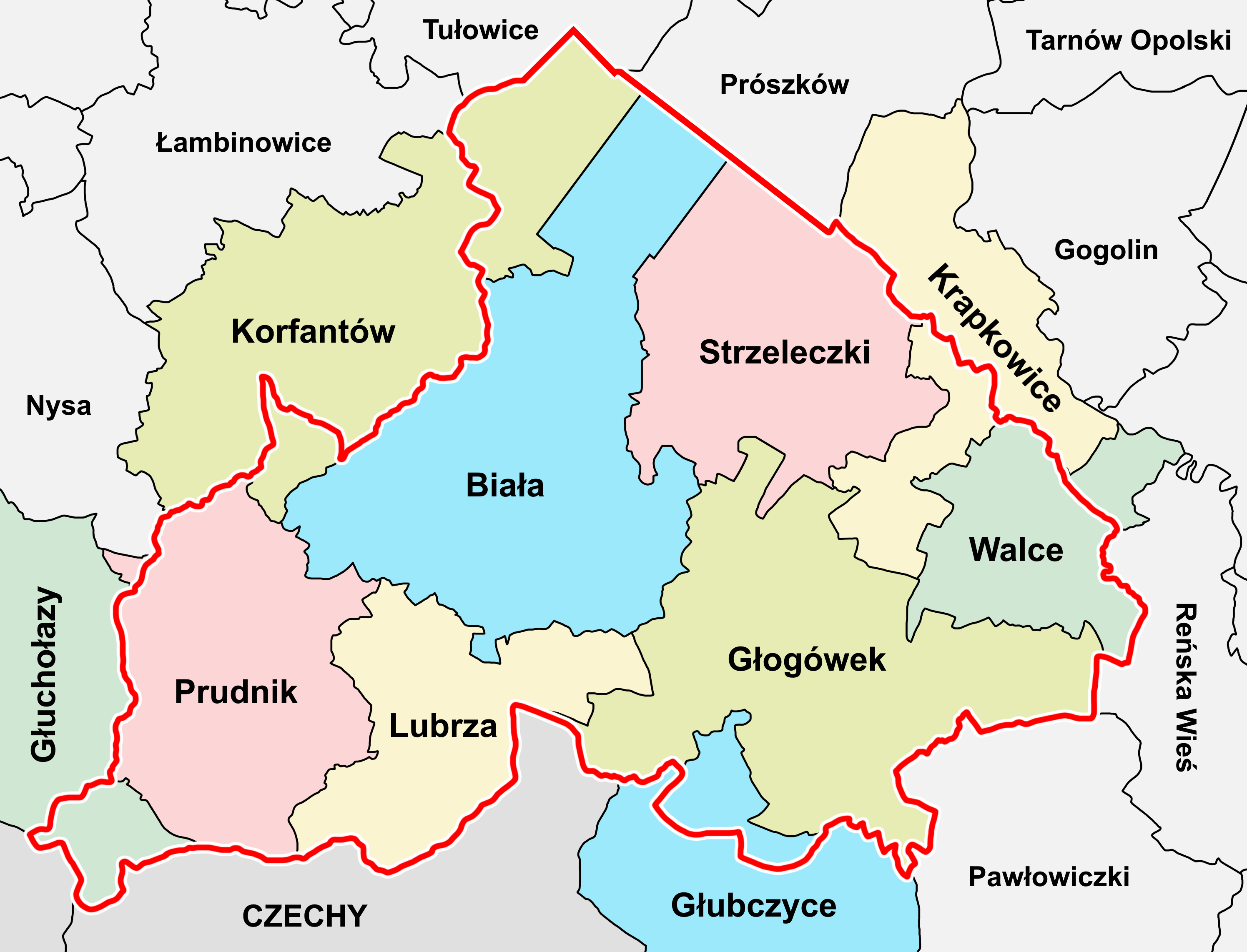
Comuna de Biała na região de Prudnik

A comuna de Biała está localizada no sudoeste da Polônia, perto da fronteira com a República Tcheca, na planície da Silésia, na região histórica conhecida como Terra de Prudnik, na Alta Silésia. Conforme a divisão físico-geográfica de 2017 do Dr. Krzysztof Badora, a área da comuna de Biała está localizada nos limites das microrregiões: planalto de Biała, vale de Biała superior, planície de Moszna, vale de Biała inferior e médio, planalto de Niemodlin.
No oeste, a comuna de Biała faz fronteira com a comuna de Korfantów, no norte com a comuna de Prószków, no leste com as comunas de: Strzeleczki e Głogówek, ao sul com as comunas: Lubrza e Prudnik.

### Formas de relevo
Nas fronteiras administrativas da comuna de Biała existem as seguintes colinas:
- Colinas: Grodzisko, Kasperkowa Górka, Szwedzka Góra
- Elevação: Krowia Górka

No território da comuna, há também o vale do desfiladeiro Lessowy.

### Recursos hídricos

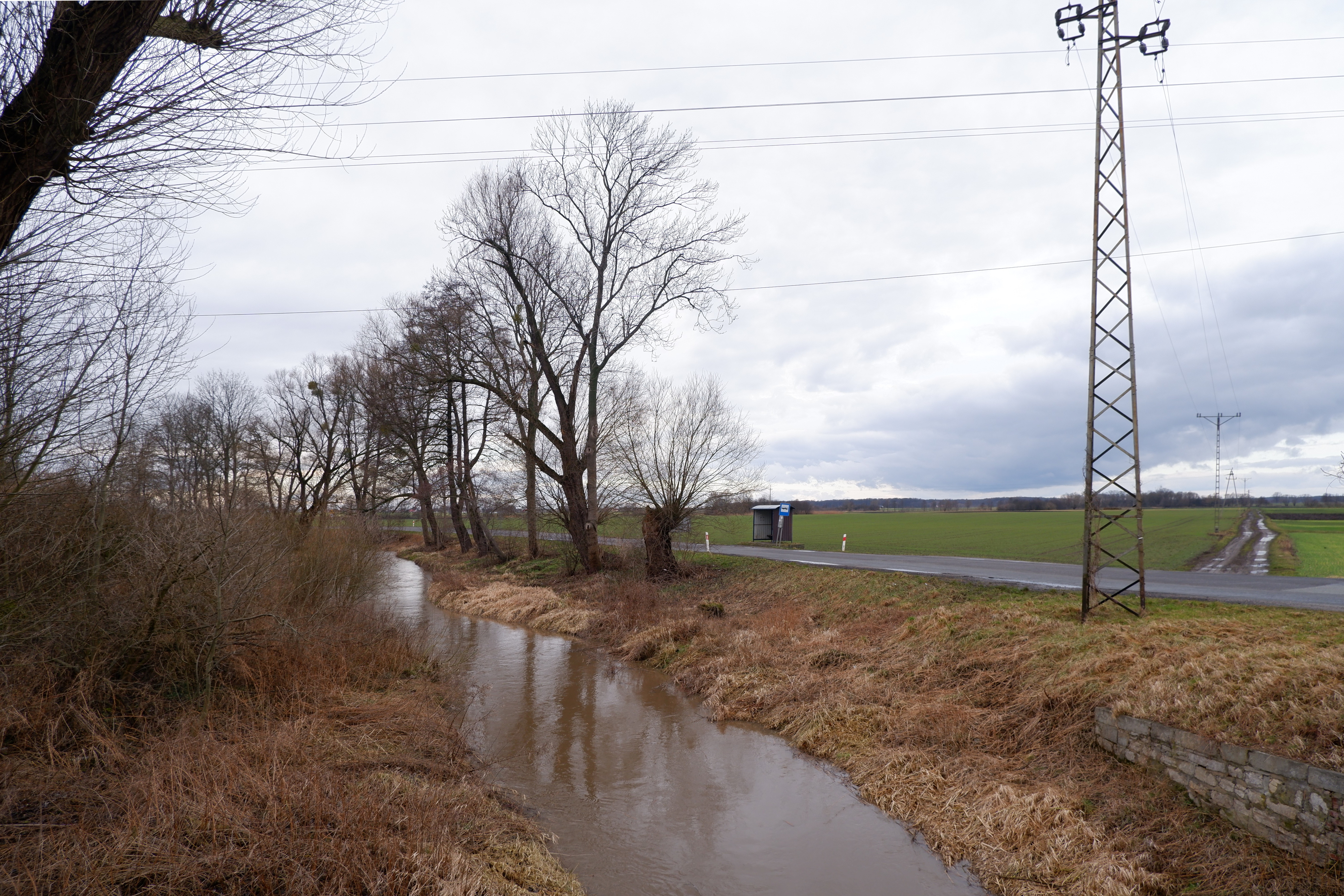
Rio Biała em Łącznik

Os seguintes cursos d'água atravessam a área da comuna de Biała:
- Rio: Biała
- Riachos: Nowoprudnicki, Pleśna Woda, Psiniec, Śmicki Potok
- Córregos: Brodnia, Diablik, Gostomka, Moszenna, Ugowa
- Valas: Rzymkowicka Struga, Smolnik.

No território da comuna, há também o reservatório de água de Zielona Zatoka.

### Cobertura da terra
No território da comuna de Biała existem as seguintes formas de cobertura da terra:
- Florestas: Bory Niemodlińskie, Czartowicki Las, Fazanica, Las Chorzelicki, Morwy, Nagło, Piasek
- Prados: Chrzelicka Łąka, Czerniawa, Dębina, Pluskoty, Zielec

### Proteção da natureza
A parte norte da comuna de Biała pertence à Área de Paisagem Protegida da Floresta de Niemodlin. Também na parte norte da comuna está localizada a reserva natural Jeleni Dwór. Há dois monumentos naturais na comuna de Biała. Sua parte sul está nos limites da Inspetoria Florestal de Prudnik, e a parte norte, na Inspetoria Florestal de Prószków.

## Estrutura da superfície
Segundo dados de 2002, a comuna de Biała tem uma área de 196,1 km², incluindo:
- Terras agrícolas: 75%
- Área florestal: 18%

A comuna constitui 34,3% da área do condado.

## História
A comuna de Biała foi fundada em 1 de janeiro de 1973 no condado de Prudnik, na voivodia de Opole. A comuna consistia nas áreas de 20 sołectwa: Browiniec Polski, Czartowice, Gostomia, Grabina, Józefów, Kolnowice, Krobusz, Laskowice, Ligota Bialska, Miłowice, Nowa Wieś Prudnicka, Olbrachcice, Otoki, Prężyna, Radostynia, Rostkowice, Solec, Śmicz, Wilków e Wasiłowice. Em 1 de junho de 1975, a comuna tornou-se parte da recém-criada (menor) voivodia de Opole. Em 30 de outubro de 1975, a área das sołectwa (vilarejos) Chrzelice, Górka Prudnicka, Łącznik, Mokra, Ogiernicze e Pogórze da abolida comuna de Łącznik foi incorporada à comuna de Biała.

## Demografia
Dados em 31 de dezembro de 2022:
| Descrição                         | Total     | Total | Mulheres  | Mulheres | Homens    | Homens |
| --------------------------------- | --------- | ----- | --------- | -------- | --------- | ------ |
| unidade                           | habitante | %     | habitante | %        | habitante | %      |
| população                         | 9 930     | 100   | 5 174     | 52,1     | 4 756     | 47,9   |
| densidade populacional (hab./km²) | 50,6      | 50,6  | 26,4      | 26,4     | 24,2      | 24,2   |

### Estrutura nacional e linguística
Dados segundo o Censo Nacional de População e Habitação de 2021 (devido à possibilidade de haver mais de uma identidade étnica nacional, os dados não somam cem por cento):
- Poloneses — 88,26%
- Alemães — 28,41%
- Silesianos — 11,94%
- Outras ou não especificadas — 0,16%

96,41% dos habitantes do município declararam em 2021 que usam o polonês em seus contatos domésticos, além disso (como na nacionalidade, os dados não somam cem por cento devido à possibilidade de declarar mais de um idioma):
- 29,74% — silesiano
- 12,70% — alemão
- 0,64% — inglês
- 0,38% — outros ou não especificados

## Sołectwa
Browiniec Polski, Brzeźnica, Chrzelice, Czartowice, Dębina, Gostomia, Górka Prudnicka, Grabina, Józefów, Kolnowice, Krobusz, Laskowiec, Ligota Bialska, Łącznik, Miłowice, Mokra, Nowa Wieś Prudnicka, Ogiernicze, Olbrachcice, Otoki, Pogórze, Prężyna, Radostynia, Rostkowice, Solec, Śmicz, Wasiłowice e Wilków.
Não municípios: Jeleni Dwór, Kokot, Nagłów, Śródlesie (gajówka), Śródlesie (leśniczówka)

## Segurança
A comuna está localizada na zona de fronteira e, portanto, a Guarda de Fronteira tem competências especiais nessa área em termos de segurança. A comuna de Biała é coberta pelo posto da Guarda de Fronteira em Opole da Unidade da Guarda de Fronteira da Silésia.

## Comunas vizinhas
Głogówek, Korfantów, Lubrza, Prószków, Prudnik, Strzeleczki